# ديف هاك
ديف هاك (بالإنجليزية: Dave Hack)‏ هو لاعب كرة قدم كندية أمريكي، ولد في 22 أبريل 1972 في هولاند في الولايات المتحدة.